# Suzanne Williams
Suzanne Williams (* 25. Juni 1956) ist eine ehemalige australische Judoka, die drei Silbermedaillen bei Weltmeisterschaften gewann.

## Sportliche Karriere
Suzanne Williams gewann zwischen 1975 und 1990 fünfzehn australische Meistertitel im Leichtgewicht sowie vier Titel in der offenen Klasse. Sie war 1977 und 1979 Ozeanienmeisterin und gewann 1979 zusätzlich Bronze in der offenen Klasse. Bei den Judo-Weltmeisterschaften 1982 erreichte Williams das Finale und verlor dort gegen die Französin Béatrice Rodriguez. Zwei Jahre später erreichte sie bei den Weltmeisterschaften 1984 in Wien erneut das Finale und unterlag diesmal Ann Maria Burns aus den Vereinigten Staaten. Nachdem sie bei den Weltmeisterschaften 1986 frühzeitig ausgeschieden war, erreichte Williams 1987 bei den Weltmeisterschaften in Essen wieder das Finale. Nach ihrer Niederlage gegen die Französin Catherine Arnaud erhielt sie ihre dritte Silbermedaille bei Weltmeisterschaften.
Bei den Olympischen Sommerspielen 1988 wurden Wettbewerbe im Frauenjudo als Demonstrationssportart angeboten. Beim olympischen Turnier gewann Williams im Halbfinale gegen Arnaud. Im Finale schlug sie die Chinesin Liu Guizhu durch Kampfrichterentscheid. 1990 erreichte Williams bei den Commonwealth Games in Auckland das Finale und unterlag dort der Schottin Loretta Doyle. 